# Drôme
Drôme este un departament aflat în sud-estul Franței, situat în regiunea Auvergne-Ron-Alpi. Este unul dintre departamentele Franței create în urma Rvoluției din 1790. Este numit după râul omonim ce traversează departamentul.

## Localități selectate

### Prefectură
- Valence

### Sub-prefecturi
- Die
- Nyons

### Alte orașe
- Montélimar
- Romans-sur-Isère

## Diviziuni administrative
- 3 arondismente;
- 36 cantoane;
- 369 comune;